# Oryctes gracilis
Oryctes gracilis är en skalbaggsart som beskrevs av Heinrich Bernward Prell 1934. Oryctes gracilis ingår i släktet Oryctes och familjen Dynastidae. Inga underarter finns listade i Catalogue of Life.